# Adelphobates galactonotus
Adelphobates galactonotus é uma espécie de anfíbio da família Dendrobatidae. Endêmica do Brasil, pode ser encontrada ao sul do rio Amazonas, do rio Tapajós a leste até o delta do Amazonas, nos estados do Pará, Tocantins e Maranhão.
Os seus habitats naturais são: florestas subtropicais ou tropicais húmidas de baixa altitude e marismas intermitentes de água doce. Está ameaçada por perda de habitat.
- Commons